# Robin Fincker

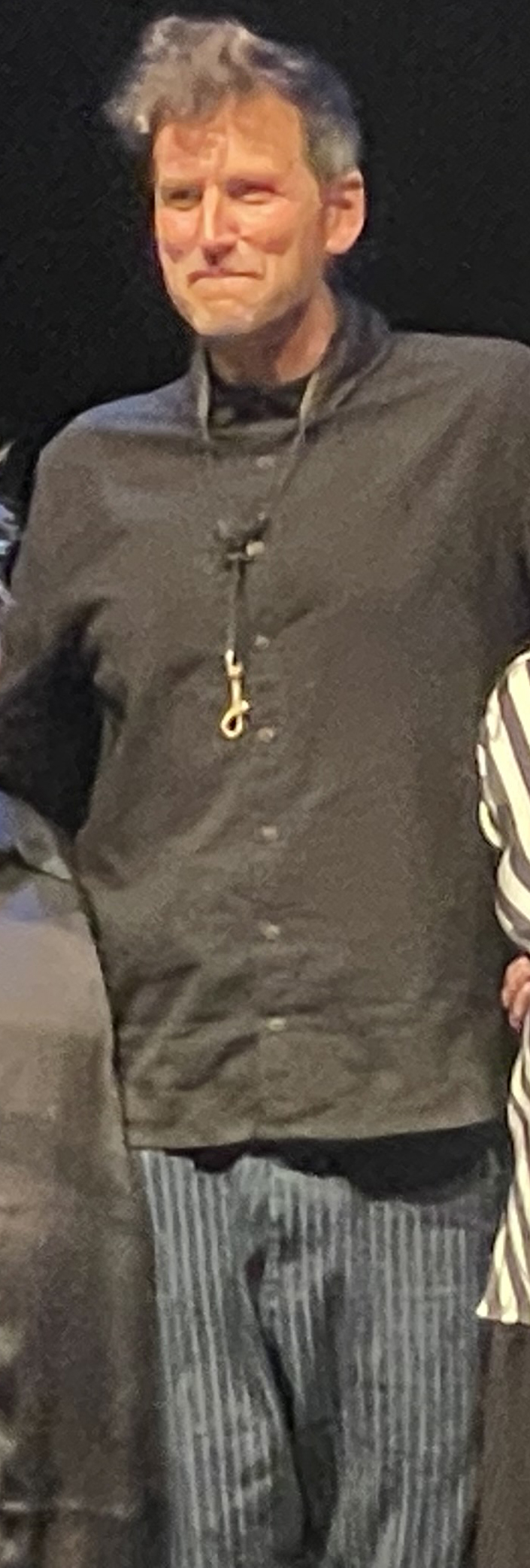
Robin Fincker (2025)

Robin Fincker (* 7. Juli 1980) ist ein französischer Jazz- und Improvisationsmusiker (Tenorsaxophon, Klarinette, Komposition).

## Wirken
Fincker studierte zunächst klassische Klarinette am Konservatorium von Montpellier. Vor der Jahrtausendwende zog er für zehn Jahre nach London, wo er an der Guildhall School of Music, aber auch am Conservatoire Superieur de Musique de Paris seine Ausbildung fortsetzte.
Seit 2005 war Fincker Co-Leiter der Gruppe Outhouse, die sich zu einer wichtigen Band der jungen Londoner Szene entwickelte; weitere Projekte waren sein Trio Blinck (mit der Pianistin Alcyona Mick und Schlagzeuger Paul Clarvis) oder das Improvisationsquartett Splice. Zudem war er Mitglied von Farm Job, dem Hans Koller Large Ensemble (Cry, Want), dem Surnatural Orchestra, Fringe Magnetic und Miss Durin's Orchestra.
Fincker trat weiterhin mit Evan Parker, Bill Frisell, Hilmar Jensson, John Tchicai, Mikkel Ploug, Jeanne Added, Jeff Williams, Guillaume Roy, Brian Irvine, Mike Gibbs und Eve Risser auf. 2009 holte ihn Vincent Courtois in sein Trio Mediums mit Daniel Erdmann, mit dem er mehrere Touren machte und vier Platten veröffentlichte, die von der Kritik gelobt wurden. 2011 gründete er das Septett Tweedle-dee mit Mitgliedern des Coax Collective in Paris und Loop Collective in Großbritannien. 2012 initiierte er für das Festival Jazz a Luz das TrioWhahay mit dem Bassisten Paul Rogers und dem Schlagzeuger Fabien Duscombs, das auch 2016 mit einem Mingus-Projekt aktiv war. Im Trio Deep Ford arbeitete er mit Schlagzeuger Sylvain Darrifourcq und Pianist Benoît Delbecq. Das Quartett Bedmakers, das auf der Grundlage eines angelsächsischen Folkidioms Imaginäre Folklore improvisiert, legte mit Tribute to an Imaginary Folk Band (Babel 2018) ein erstes Album vor. 2017 gründete er zudem gemeinsam mit dem Trompeter Antoine Berjeaut die Gruppe Primitive London mit dem britischen Rapkünstler Juice Aleem, die ein erstes Album bei Fresh Sound New Talent veröffentlichte. 2018 trat er dem Orchestre National de Jazz unter der künstlerischen Leitung von Olivier Benoît bei und bildete ein neues Duo mit der Flötistin Sylvaine Hélary.
In den letzten Jahren ist Fincker auf der europäischen zeitgenössischen Jazzszene und auf zahlreichen Festivals aufgetreten, darunter das London Jazz Festival, Jazzdor, Jazz sous les pommiers, das Traumzeit-Festival, Ljubljana Jazz Festival, das Internationale Jazzfestival Saalfelden und das Copenhagen Jazz Festival. Seine Diskographie umfasst über 30 Aufnahmen, darunter elf als Leader/Co-Leader, und seine Musik wurde mehrmals für Radiosendungen von BBC, Radio France oder WDR aufgenommen.

## Diskographische Hinweise
- Blink (Babel 2008, mit Alcyona Mick, Paul Clarvis)
- Outhouse (Babel 2008,  mit Mark Hanslip, Johnny Brierley, Dave Smith sowie Jeanne Added, Kaw Secka)
- Construction: Centreline Theory (Leo Records 2016, mit Hilmar Jensson, Tim Harries, Jim Bashford)
- Vincent Courtois, Daniel Erdmann, Robin Fincker: Bandes Originales (La Buisonne 2017)
- Bedmakers: Tribute to an Imaginary Folk Band (Mister Morezon / Babel Label 2018, mit Mathieu Werchowski, Dave Kane, Fabien Duscombs)
- Brun – Courtois – Fincker: Les Démons de Tosca Opus 1 (BMC Records 2019)
- Shadowland: Ombres (BMC Records 2024, mit Lauren Kinsella, Kit Downes)